# (151697) Paolobattaini
(151697) Paolobattaini est un astéroïde de la ceinture principale.

## Description
(151697) Paolobattaini est un astéroïde de la ceinture principale. Il fut découvert le 15 janvier 2003 à l'observatoire Schiaparelli par Federico Bellini et Luca Buzzi. Il présente une orbite caractérisée par un demi-grand axe de 2,42 UA, une excentricité de 0,15 et une inclinaison de 1,6° par rapport à l'écliptique.

## Compléments